# Edmund Zaremba
Edmund Franciszek Ritter von Zaremba (ur. 20 listopada 1856 w Kołomyi, zm. 30 lipca 1927 w Wiedniu) – tytularny marszałek polny porucznik cesarskiej i królewskiej Armii.

## Życiorys
Od 1870 uczęszczał do Kolegium Wojskowego w St. Pölten. Ukończył Terezjańską Akademię Wojskową w Wiener-Neustadt (1876). Od 1876 porucznik przy 13 regimencie ułanów galicyjskich. Od 1906 dowódca 4 pułku Ułanów Cesarza w Wiener-Neustadt. Następnie dowódca krakowskiej 20 brygady kawalerii. 9 listopada 1911 awansowany do stopnia generała-majora, w lipcu 1914 nominowany na dowódcę 4 Dywizji Kawalerii we Lwowie. Po wybuchu I wojny światowej na czele swej Dywizji 21 sierpnia 1914 roku wykonał nieudaną szarżę pod Jarosławicami, ponosząc ogromne straty i tracąc artylerię dywizyjną, za co został odsunięty od dowodzenia i trafił pod sąd wojenny. Ten ostatni go uniewinnił, ale jego kariera została przerwana. Po przeniesieniu w stan spoczynku 21 grudnia 1915 został tytularnym marszałkiem polnym porucznikiem.
Zmarł w Wiedniu, pochowany wraz z żoną na Cmentarzu Centralnym w Wiedniu, (sektor 71 B - grób 83). 

## Odznaczenia[7]
- Kawaler Orderu Leopolda (1915)
- Kawaler Orderu Korony Żelaznej klasy 3.
- Krzyż Zasługi Wojskowej
- Odznaka za Służbę Wojskową klasy 3.
- Medal Jubileuszowy Pamiątkowy dla Sił Zbrojnych i Żandarmerii
- Krzyż Jubileuszowy Wojskowy

## Rodzina i życie prywatne.
Był synem generała armii austro-węgierskiej Franciszka Zaremby (1810-1886). Ożenił się z pochodzącą ze Lwowa Gizelą (1860-1954) z domu Budweiser.